# Кхулна (регіон)
Регіон Кхулна (бенг. খুলনা বিভাগ, Khulnā bibhāg, англ. Khulna division) — один з 6 регіонів (бібхаґ) Бангладеш, розташований на південному заході країни, цілком в межах Дельти Гангу.
Столиця регіону — місто Кхулна.
Регіон є одний з найбагатіших в країні за рахунок експорту джуту і його продуктів. Також тут розташований другий за товарообігом порт країни, Монґла та єдина в країні верф.
На території трьох округів регіону, Саткхіра, Кхулна і Баґерхат, розташований великий мангровий ліс Сундарбанс.
Єдиною офіційною мовою регіону є бенгальська, зокрема її діалект, ближчий до мови Західного Бенгалу, ніж решти Бангладеш. Також в ділових колах поширена англійська, а через вплив індійського кино — хінді.

## Округи
- Багерхат
- Чуаданга
- Джессор
- Дженайда
- Кхулна
- Куштія
- Магура
- Мехерпур
- Нарайл
- Саткхіра

## Ресурси Інтернету
- Khulna Division Banglapedia

| Бангладеш | Це незавершена стаття з географії Бангладеш. Ви можете допомогти проєкту, виправивши або дописавши її. |